# 波蘭 (緬因州)
波蘭（英語：Poland）是一個位於美國緬因州安德羅斯科金縣的市鎮。

## 人口
根據2020年美國人口普查的數據，波蘭的面積為122.22平方千米，當中陸地面積為109.37平方千米，而水域面積為12.85平方千米。當地共有人口5906人，而人口密度為每平方千米48人。